# International Public Relations Association
Die International Public Relations Association (IPRA) ist der internationale Dachverband der Public-Relations- und Kommunikationsbranche. Mitglieder sind 88 nationale und supranationale Verbände. Die Arbeit der IPRA konzentriert sich auf die Themen Transparenz und Ethik in der professionellen Kommunikation.

## Geschichte
1961 beschloss die IPRA in Venedig mit dem Code of Venice den ersten internationalen Branchenkodex, der „eine allgemeine Pflicht zum fairen Umgang gegenüber Arbeitgebern oder Kunden“ vorgab.
Am 11. Mai 1965 beschloss die IPRA gemeinsam mit der Confédération Européenne des Relations Publiques (CERP) in Athen den Code d'Athénes, einen Moralkodex mit 14 Punkten, der international für sämtliche Mitglieder in untergeordneten, nationalen Praktiker-Verbänden gelten sollte. Initiator und Autor des Kodex war Lucien Matrat, Gründungsmitglied der CERP und IPRA-Mitglied.
2007 folgte mit dem Code of Brussels ein Kodex für die professionelle Kommunikation im digitalen Zeitalter.
2011 führte die IPRA die drei Kodizes – den Code of Venice, den Code d'Athénes und den Code of Brussels – im IPRA Code of Conduct zusammen. Dieser Moral- und Verhaltenskodex mit 18 Punkten soll Gültigkeit für die PR-Praktiker in den nationalen Mitgliedsverbänden haben. Er wurde in 23 Sprachen übersetzt und erschien im April 2011.

## Definition von Public Relations
Im Oktober 2019 stellte die IPRA eine eigene Definition des Begriffs Public Relations vor:

“Public relations is a decision-making management practice tasked with building relationships and interests between organisations and their publics based on the delivery of information through trusted and ethical communication methods.”

„Public Relations ist eine Managementdisziplin, die Beziehungen und gemeinsame Interessen zwischen Organisationen und deren Öffentlichkeiten aufbaut und pflegt. Sie nutzt Information und Dialog auf Basis vertrauenswürdiger und ethischer Kommunikationsmethoden.“

## Mitglieder
Mitglieder der IPRA sind 88 nationale und supranationale Branchen- und Berufsverbände. Darunter sind:
- für Deutschland: Deutsche Public Relations Gesellschaft (DPRG) und Gesellschaft Public Relations Agenturen (GPRA)
- für Österreich: Public Relations Verband Austria (PRVA)
- für die Schweiz: Schweizerischer Public Relations Verband (SPRV)

## Golden World Awards (GWA)
Die IPRA richtet seit 1990 jährlich den Branchenpreis Golden World Awards for Excellence (GWA) aus. In 37 Kategorien werden Preise für innerbetrieblich sowie mit Agentur-Unterstützung umgesetzte Kommunikationsprojekte und -kampagnen vergeben.